# Венеційська Далмація
Венеційська Далмація (лат. Dalmatia Veneta) — території прибережної Далмації, що перебували під владою Венеційської республіки в період з XV по XVIII століття. Венеція вперше придбала території в Далмації в 1409 році, але повністю Венеційська Далмація була консолідована після 1420 року. Історія Венеційської Далмації тривала до 1797 року, коли Венеційська республіка була ліквідована військами Наполеона Бонапарта та Габсбурзької Австрії.

## Географія
Венеційська республіка володіла територіями на Балканах і в східній частині Середземного моря, включаючи Венеційську Албанію на узбережжі Адріатичного моря та Венеційські Іонічні острови в західній Греції. Її володіння в Далмації простягалися від півострова Істрія до сучасної прибережної Чорногорії і включали всі далматинські острови та материкові території від гір Велебит до північних кордонів Республіки Рагуза. Венеція максимально розширила свої володіння в Далмації за Пассаровіцьким мирним договором 1718 року, коли до Венеційської Далмації було додано деякі невеликі території областей Сігна, Імоцкі та Вргорац у внутрішній частині Далмації.

## Історія

### Середньовіччя
Починаючи з дожа П'єтро II Орсеоло, який правив Венецією з 991 року нашої ери, венеційська увага з материкової частини Венето переключилась на спроби Венеці встановити контроль над східним узбережжям Адріатичного моря. Торгівля з Візантійською імперією значно збільшилась завдяки сприятливому договору (хрисовулу) у 992 році між імператором Василієм II Болгаробойцею та венеційського дожем П'єтро II Орсеоло. Візантія погодила зниження митних зборів для венеційських купців в Константинополі з 30 до 17 номізм. Натомість венеційці погодилися надавати свій флот для транспортування візантійських військ до півдня Італії під час війни.
У 1000 році нашої ери експедиція венеційського флоту, надіслана дожем П'єтро Орсеоло  у прибережну Істрію та Далмацію  остаточно перемогла нарентійських піратів і забезпечила венеційям сюзеренітет над містами цього регіону. З цієї нагоди дож Орсеоло оголосив себе «герцогом Далмації», поклавши початок колоніальній імперії Венеції. Він також був відповідальним за заснування знаменитої церемонії «Одруження з морем». Контроль над Адріатичним морем Венеції був ще більш посилений експедицією сина П'єтро Оттоне орсеоло в 1017 році.
Створення заморської імперії Венеції, яке почалося із завоювання Далмації, досягло свого найбільшого номінального масштабу під час Четвертого хрестового походу в 1204 році, коли на користь Венеції хрестоносцями було захоплено Зару в Далмації і проголошено придбання Венецією трьох восьмих Візантійської імперії.
Під час війни Кіоджи (1378-1381) більшість венеційських територій в Далмації були втрачені на користь Угорського королівства. За Туринським мирним договором 1381 року між Венецією та Угорщиною було погоджено, що Венеція підтверджує визнання угорського володіння Далмацією. Венеція також повинна сплачувати угорській короні щорічну данину в розмірі 7000 дукатів.

### Повторне придбання Далмації в 1409—1420 роках
У 1409 році, під час 20-річної громадянської війни в Угорщині між королем Сигізмундом і Анжу-Сицилійським домом, Ладислав Неаполітанський, програвши боротьбу Сигізмунду продав свої «права» на Далмацію Венеційській республіці за мізерну суму в 100 000 дукатів. Сигізмунд намагався повернути територію, але Венеція перемогла його війська в битві при Мотті.
До 1420 року більш централізована купецька республіка взяла під свій контроль міста  (за винятком Республіки Рагуза) і вони залишались під венеційським правлінням протягом 377 років (1420—1797). Найпівденніша область Далмації (нині частина прибережної Чорногорії) у той час називалася Венеційська Албанія.

### Перші три османсько-венеційські війни

Венеційська Далмація в 1558 році.

У період між початком другої Османсько-венеційської війни (1499—1503) і закінченням третьої Османсько-венеційської війни (1537–40), Османська імперія досягла значних успіхів у внутрішніх районах Далмації — вона не окупувала венеційські міста, але захопила хорватські володіння між Скрадіном і Карином, усунувши їх як буферну зону між османською та венеційською територією. Економіка венеційських міст у Далмації, яка сильно постраждала від турецької окупації внутрішньої частини країни в першій війні, відновилася і вже протягом другої війни трималася стабільною.

### Критська війна

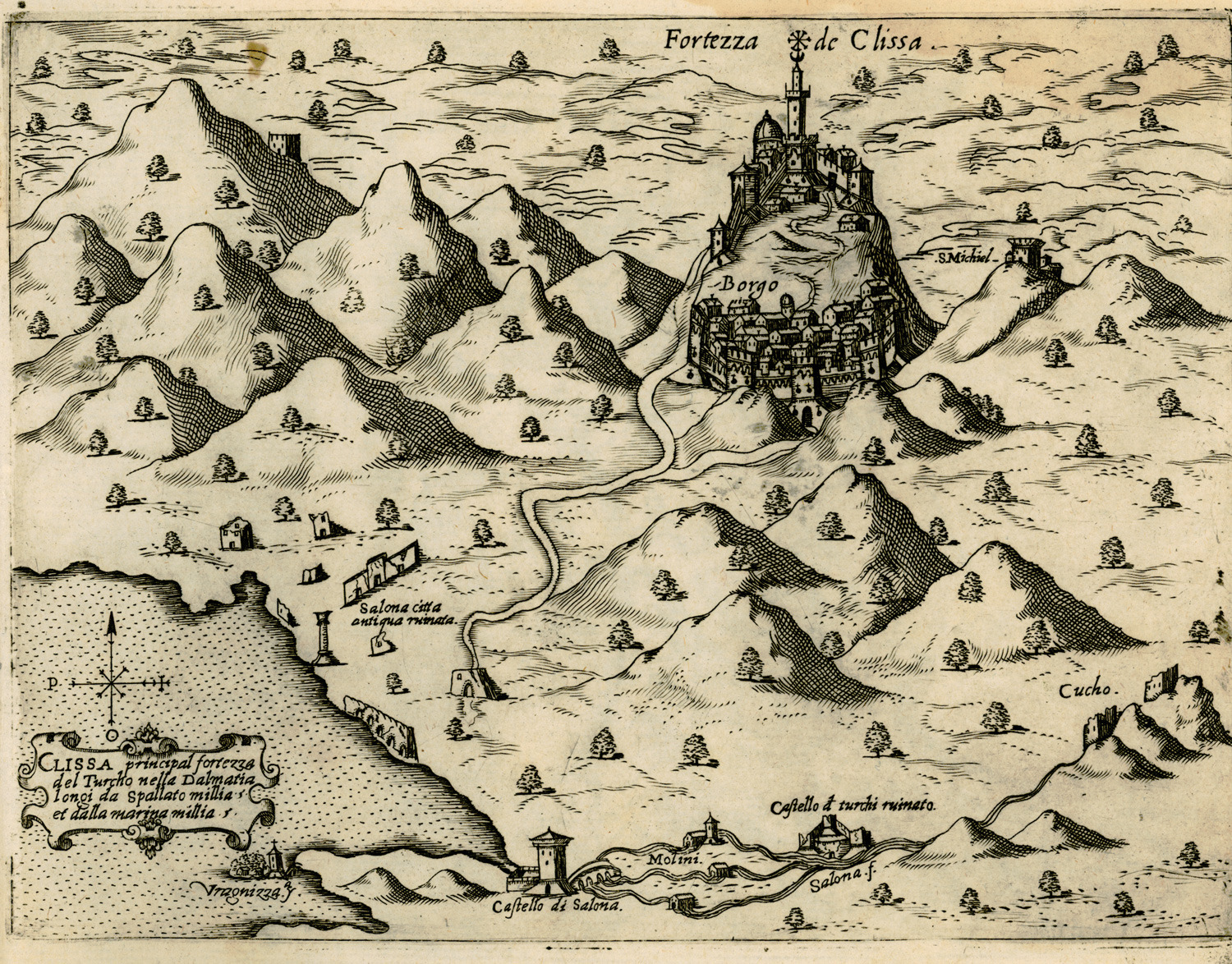
Під час Кандійської війни венеційцям у Далмації за підтримки місцевого населення вдалося змусити османський гарнізон фортеці Кліс здатися.

Далматинський фронт був окремим театром військових дій, який був задіяний на першому етапі війни. Умови там були майже протилежними тим, що на Криті: для османів він був надто далеким і відносно незначним, у той час як венеційці діяли поблизу своїх власних баз постачання та мали беззаперечний контроль над морем, маючи таким чином можливість легко зміцнювати свої узбережжя. опорні пункти. Османи розпочали широкомасштабну атаку в 1646 році та досягли значних успіхів, включаючи захоплення островів Крк, Паг і Црес і, що найважливіше, нібито неприступної фортеці Чіттанова (сучасний Новіград), яка капітулювала 4 липня, лише після двох днів бомбардування. Тепер турки змогли загрожувати двом головним венеційським фортецям у Далмації, Задару та Спліту. Однак наступного року ситуація змінилася, коли венеційський командувач Леонардо Фосколо захопив кілька фортів, повернув Новіград, тимчасово захопив фортецю Книн і взяв Кліс, а облога фортеці Шибеник османами в серпні та вересні зазнала невдачі. Протягом наступних кількох років військові дії зупинилися через спалах голоду та чуми серед венеційців у Задарі, тоді як обидві сторони зосередили свої ресурси в районі Егейського моря. Оскільки інші фронти стали пріоритетними для османів, подальших операцій на далматинському театрі не проводилося. Мир 1669 року закріпив за Венеційською республікою значні здобутки в Далмації, її територія зросла втричі, і таким чином був забезпечений контроль над Адріатикою.

### Морейська війна
У жовтні 1683 року населення Венеційської Далмації, головним чином ускоки з Равні Котарі, взяло зброю і разом із райями (нижчим класом) османських прикордонних регіонів повстало, захопивши Скрадін, Карін, Врану, Бенковац і Обровац.

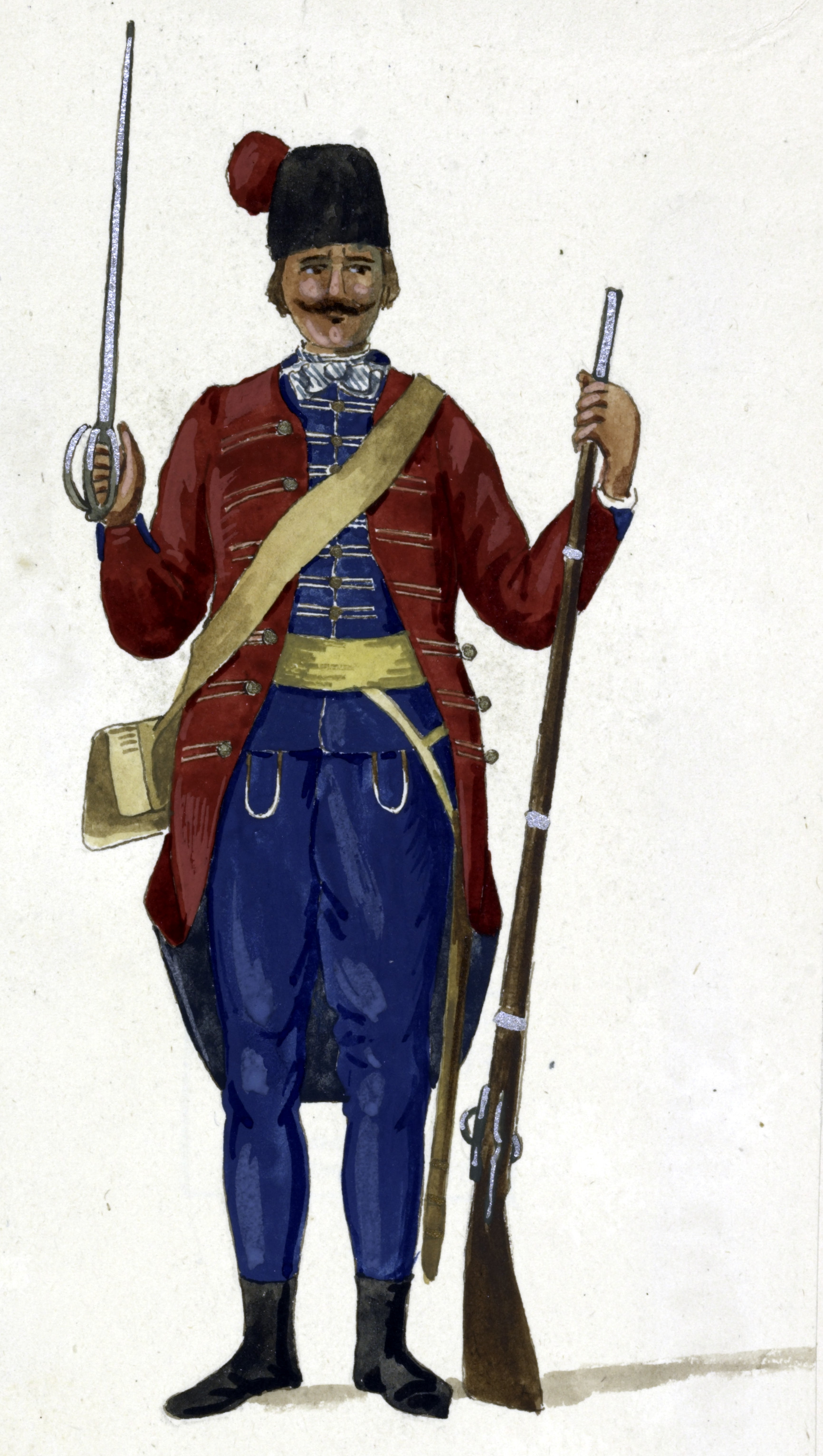
Далматинський ополченець XVIII ст.

Під час Морейської війни Венеційська республіка взяла в облогу Сігно у жовтні 1684 року, а потім знову в березні та квітні 1685 року, але обидва рази безуспішно. Під час спроби 1685 року венеційським військам допомогло місцеве ополчення Поліцької республіки, яке таким чином повстало проти свого номінального османського суверенітету, що існував з 1513 року. У спробі відплатити Поліці в червні У 1685 році османи напали на Задварьє, а в липні 1686 року на Горній Долаць і Сріяне, але були відкинуті і зазнали великих втрат. 30 вересня 1686 року за допомогою місцевого населення Поліці, а також морлахів фортеця Синь нарешті була захоплена венеційською армією. 1 вересня 1687 року почалася облога Герцег-Нові, яка закінчилася перемогою Венеції 30 вересня. Книн було взято після дванадцятиденної облоги 11 вересня 1688 року. Взяття фортеці Книн ознаменувало кінець успішної венеційської кампанії з розширення території у внутрішній Далмації, а також визначило більшу частину остаточного кордону між Далмацією та Боснією та Герцеговиною, який існує досьогодні. Османи знову взяли в облогу Сігно під час Другої Морейської війни, але були відбиті.
26 листопада 1690 року Венеція зайняла Вргорац, що відкрило шлях до Імотського та Мостару. У 1694 році їм вдалося захопити території на північ від Республіки Рагуза, а саме Читлук, Габела, Зажабле, Требінє, Попово, Клобук і Метковіч. Згідно з остаточним мирним договором Венеція відмовилася від районів Попового поля, а також Клек і Суторина, щоб зберегти раніше існуючу демаркацію біля Рагузи.
«Лінія Моченіго» в 1718 році Далмація була названа на честь Себастьяно Моченіго, одного з останніх відомих дожів Венеції. Дійсно, у Далмації — після Пассаровіцького договору — він отримав деякі невеликі аванси для своєї Далмації, зайнявши області Сігно та Імоскі у глибині країни. Це було останнє розширення Венеційської Далмації (яка частково пережила «Епоху Просвітництва», яку пережила Венеція під час ілюмінізму) до завоювання Наполеоном у 1797 році. Однак за цим договором венеційці втратили Читлук і Габелу на користь османів.

### Останні десятиліття
У 1797 році нашої ери, під час наполеонівських війн, Венеційська республіка була ліквідована. Венеційська Далмація була включена до складу Наполеонівського Італійського королівства з 1805 по 1809 рік  (республіка Рагуза була включена в 1808 році), а пізніше до складу Іллірійських провінцій з 1809 року. Після остаточної поразки Наполеона вся територія була передана Австрійській імперії Віденським конгресом у 1815 році.

## Демографічна історія
Венетська Далмація була населена автохтонними романомовним населенням та слов'яномовним населенням яке прибуло до Далмації після 640 року нашої ери. Романське населення розмовляло далматською мовою та венеційською мовою, а також італійською мовою та латинською мовою. Однак можливо, що етнічно венеційці були гілкою ранніше прибувших слов'ян, враховуючи, що назва венетів має етимологічний зв'язок із «вендом», німецьким словом «слов'янин», а Тацит повідомляє нам, що «адріатичні венети» його часів (I ст. н. е.) були пов'язані з «віслянськими венетами», регіоном праслов'янської прабатьківщини в Польщі біля річки Вісли.
Слов'яно- хорватське населення розмовляло штокавським діалектом слов'янської мови, який сьогодні називається хорватським .
Романське населення вже стало меншістю в ранньому середньовіччі, проживаючи переважно в прибережних районах, з меншими осередками у внутрішніх районах. Купці та солдати з Венеції заселяли далматинські міста протягом століть, змішуючись із уже наявним романським населенням. Під час османського панування у внутрішніх районах православні, переважно серби, почали прибувати до північних частин внутрішньої території, а також романомовні влахи, частина яких були православними, а частина католиками, а після захоплення Венецією більшої частини території у внутрішніх районах під час Великої турецької війни, хорватське населення у внутрішніх районах було значно підсилене новими хорватськими поселенцями, які втікали з Османської Боснії. З часом хорвати асимілювали влахів-католиків, а серби — православних. Романомовні жителі прибережних районів були більш стійкими до асиміляції (значною мірою завдяки своєму престижному статусу) і після падіння республіки, під час національних рухів у XIX столітті, переважно прийняли італійську національну ідентичність .
Населення Далмації дотримувалося римо-католицизму в морських районах, міських районах на узбережжі, а також у більшій частині внутрішніх районів, тоді як східне православ'я домінувало в північній частині внутрішніх районів, оскільки серби та православні влахи заселяли цю територію з XVI ст. століття і далі.

## Адміністрація
Адміністрація Далмації перебувала в руках кількох венеційських чиновників, яких очолював губернатор (proveditore generale), який змінювався кожні три роки. Венеційська знать змагалася за цю службу, бо вона була почесною і прибутковою. Провідур правив як незалежний правитель, маючи двір у Задарі, чудову охорону та костюм, схожий на дожа. Влада провідіора була необмеженою, а також він був останньою інстанцією для суду, фінансів, війська, навіть для церкви. Венеційська Далмація була поділена на округи (distretto), очолювані князем (conte), призначеним провідором. Поруч із принцом стоять два чиновники — канцлер із судових справ і камерлінго з фінансових справ. Невелика кількість венеційських чиновників мало оплачувалась, тому вони були змушені брати зібрані податки та інші державні повинності на шкоду Венеційській республіці. Однак податки не були надто високими, оскільки республіка хотіла поширити невдоволення в важко завойованій Далмації. Їх платили тільки селяни, тому що дворяни і городяни звільнялися не тільки від усіх податків, а й від усіх повинностей. Кожен міський муніципалітет мав свій особливий статут, міри та ваги також відрізнялися від місця до місця. В міському управлінні брали участь знать і городяни, які збиралися на збори, де обговорювалися міські справи. У деяких муніципалітетах тільки дворяни збиралися на збори, а в деяких громадяни також мали свої збори. Цивільні та кримінальні справи відав міський (міський) князь, а поліцейські — великий і малий судді. Селяни збиралися братствами на сходах, де обговорювали свої потреби. Інакше в кожному селі був вождь, який називався гарамбаша, який відповідав за цивільні та військові справи. У мирний час селяни створювали якісь роти, і їх називали копами. Їх обов'язком було стежити за пересуванням прикордонних боснійських турків і стежити за безпекою вдома. Тоді в кожному повіті був свій полковник, а нижчою старшиною були сердарі й сердарі. Остров'яни служили лише у венеційському флоті. У містах розмовляли переважно італійською мовою, а в інших місцевостях — хорватською.

## Спадщина

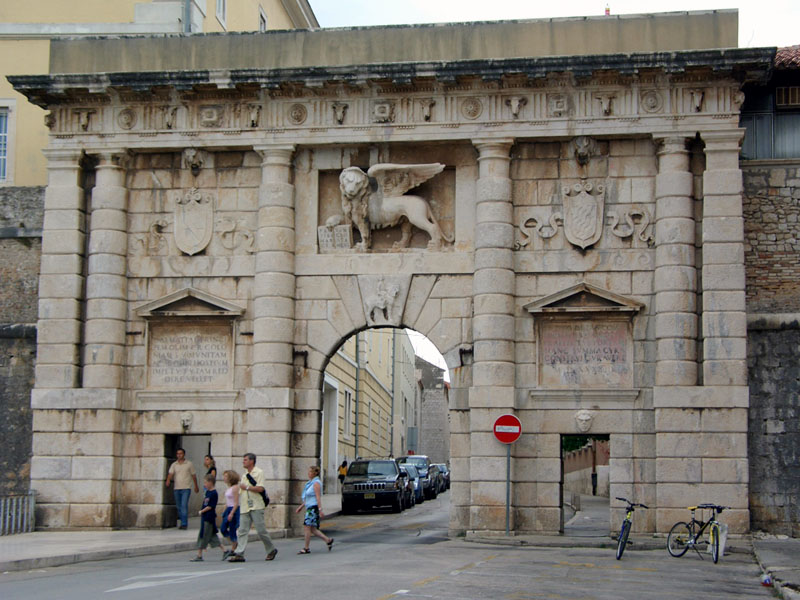
Сухопутні ворота в Зарі (сьогодні Задар).

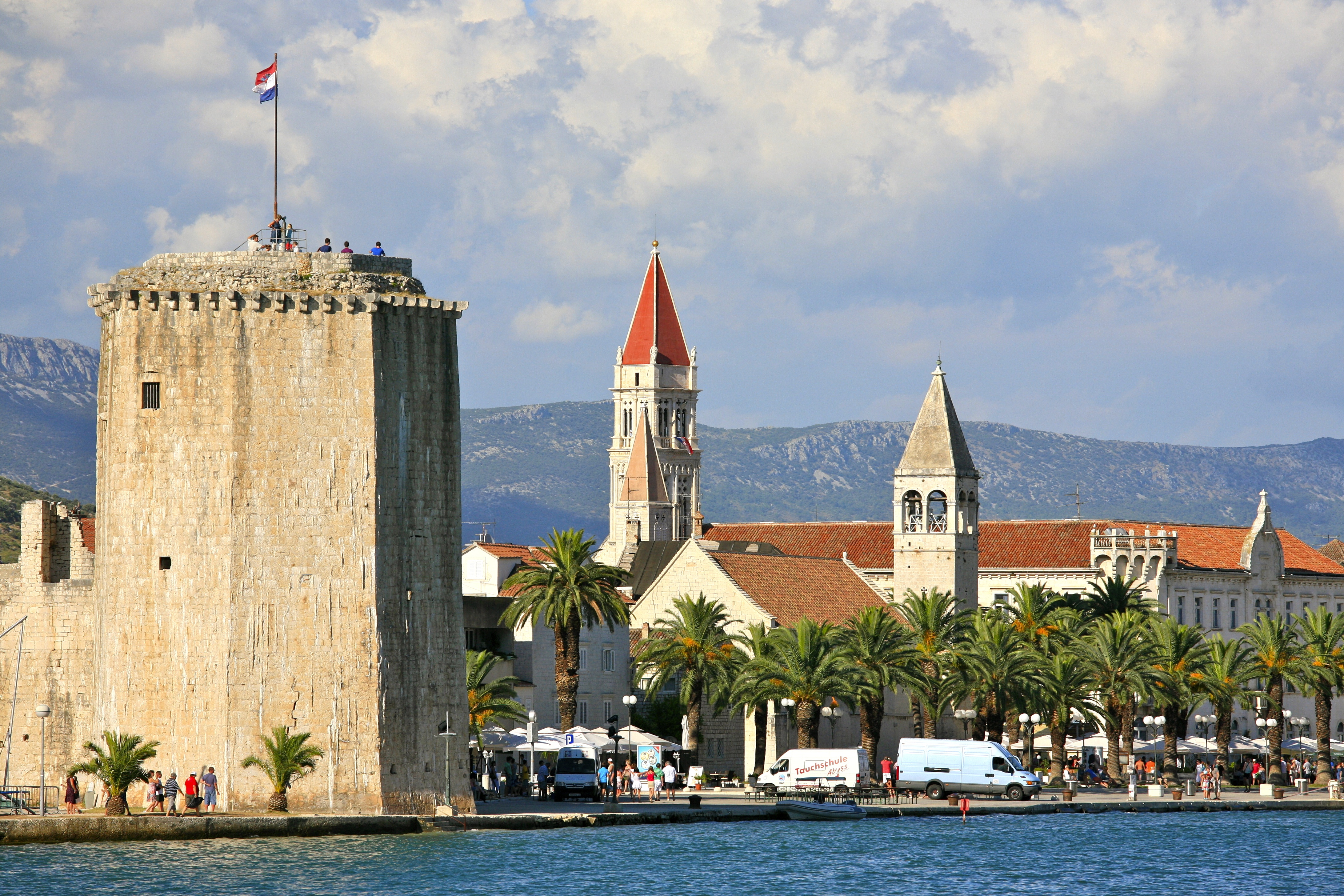
Замок Камерленго в Трогірі.

Спадщина Венеції в Далмації величезна і дуже важлива, головним чином у сфері культури та мистецтва. В часи, коли Венеційська республіка домінувала в Далмації, Венеція була одним із центрів італійського Відродження і венеційська Далмація користувалася усіма перевагами цього факту. Від Джорджіо Орсіні до впливу на ранню сучасну хорватську літературу, Венеція зробила свою Далмацію найбільш орієнтованою на захід цивілізованою територією Балкан, переважно у містах.
Деякі архітектурні твори Далмації того періоду мають європейське значення та сприяли подальшому розвитку епохи Відродження: собор Святого Якова в Шибенику та каплиця блаженного Іоанна в Трогірі.
Дійсно, хорватське відродження, під сильним впливом венеційської та італійської літератури, було ґрунтовно розвинуте в прибережних частинах Хорватії. Початок хорватської літературної діяльності XVI століття поклав далматинський гуманіст Марко Маруло та його епічна книга «Юдита», яка була написана шляхом увімкнення своєрідних мотивів і подій із класичної Біблії та адаптації їх до сучасної європейської літератури.
У 1997 році історичне місто-острів Трогір (називається латиною «Tragurium», коли це було одне з міст-держав Далмації, і «Traù» венеційською) було внесено до Списку всесвітньої спадщини ЮНЕСКО. «Ортогональний план вулиць цього острова… був прикрашений послідовними правителями багатьма чудовими громадськими та побутовими будівлями та укріпленнями. Його прекрасні романські церкви доповнюються видатними будівлями епохи Відродження та бароко венеційського періоду», — йдеться у звіті ЮНЕСКО. Трогір є найкраще збереженим романсько-готичним комплексом не лише на Адріатичному морі, а й у всій Центральній Європі. Середньовічне ядро Трогіра, оточене мурами, складається з венеційського добре збереженого замку та вежі (замок Камерленго), а також ряду житлових будинків і палаців періодів романського, готичного, ренесансного та бароко. Найграндіознішою будівлею Трогіра є церква Св. Лаврентія, головний західний портал якої є шедевром Радована та найважливішим твором романсько-готичного стилю в Хорватії.

Британська енциклопедія, одинадцяте видання на сторінці 774 « Старожитності „ говорить, що:
“…з Італії (і Венеції) прийшов романський стиль. Дзвіниця Св. Марії в Зарі, зведена в 1105 році, є першою в довгому списку романських будівель. В Арбе є прекрасна романська колокольня, яка також відноситься до 12 століття; але найкращим прикладом цього стилю є собор Трау. Домініканський і францисканський монастирі в Рагузі також заслуговують на увагу. Романський стиль зберігся в Далмації, поки його не витіснила венеційська готика на початку 15 століття. Вплив Венеції був тоді на піку. Навіть у відносно ворожій Республіці Рагуза романський стиль митниці та палацу ректорів поєднується з венеційською готикою, тоді як витончені балкони та вікна Прієкі точно наслідують їхні венеційські моделі. У 1441 році Джорджо Орсіні із Зари, викликаний із Венеції для проектування собору Себеніко, приніс із собою вплив італійського Відродження. Нові форми, які він ввів, охоче наслідували й розвивали інші архітектори, доки період занепаду, який фактично завершує історію мистецтва Далмації, не настав у другій половині 17 століття. Окремо слід відзначити різьблені вироби з дерева, вишивки та посуд, що збереглися в багатьох церквах. Срібна статуетка та релікварій св. Бьяджіо в Рагузі та срібний ковчег св. Симеона в Зарі є чудовими зразками роботи італійських ювелірів, які датуються від 11-го або 12-го до 17-го століття. . . .» .
У XIX столітті культурний вплив Венеції та італійського півострова спричинив редагування в Зарі першої далматинської газети італійською та хорватською мовами : Il Regio Dalmata — Kraglski Dalmatin, заснованої та виданої італійцем Бартоломео Бенінказа в 1806 році нашої ери. Крім того, цей Kraglski Dalmatin був відштампований у типографіці Антоніо Луїджі Баттара і був першим повністю виконаним хорватською мовою.

## Губернатори

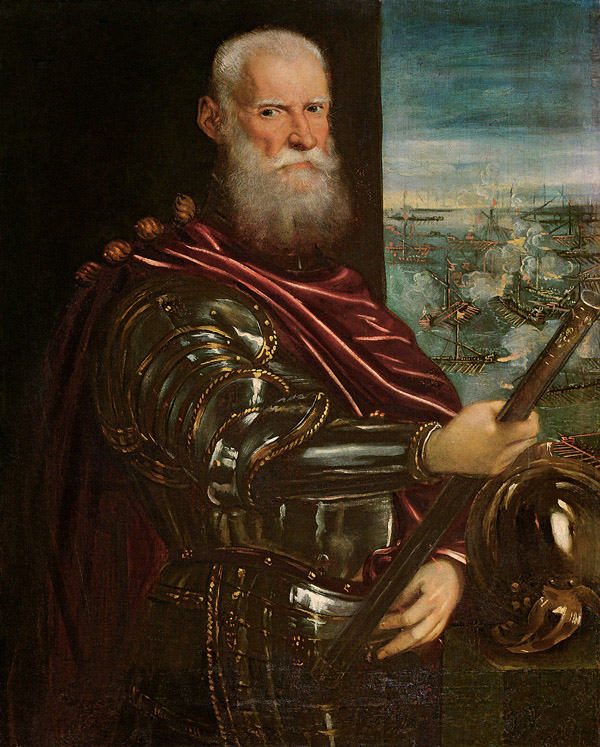
Себастьяно Веньє — «Capitano Generale da Màr» (головний адмірал) і « Procurator — Provveditore Generale dello Stato da Màr» (включаючи Венеційську Далмацію) — у битві при Лепанто

Генерал-губернатор (Provveditore generale) — офіційна назва венеційських державних чиновників, які контролювали Далмацію. Губернатори Далмації базувалися в Зарі, в той час як вони перебували під прямим наглядом Генерал-губернатора моря (Provveditore Generale da Mar), який базувався на Корфу і безпосередньо контролювався Венеційською синьйорією (урядом республіки).
Головні та найвідоміші венеційські генерал-губернатори (Provveditori generali) Далмації:
| Губернатор                        | Крапка                       | Примітки                                                          |
| --------------------------------- | ---------------------------- | ----------------------------------------------------------------- |
| Альвізе Бадоер                    | 1538 — 1539 роки             | під час османсько-венеційської війни (1537—1540)                  |
| Крістофоро Вальє                  | 1595 — 1597 роки             | «синдіко» з Франческо Еріццо                                      |
| Філіппо Паскуаліго                | 1599 — 1603 роки             |                                                                   |
| Джустін Антоніо Беленьйо          | 1617 — 1622 роки             |                                                                   |
| Леонардо Фосколо                  | 1645 — 1650 роки             | предок італійського поета Уго Фосколо                             |
| П'єтро Вальєр (fl. 1685)          | Жовтень 1684 — травень 1686  |                                                                   |
| Альвізе Моченіго III (1-й раз)    | Грудень 1696—1702            | Він був губернатором Далмації, а потім дожем Венеції              |
| Альвізе Моченіго III (другий раз) | Квітень 1717—1720            | «Linea Moncenigo» в 1718 році Далмація була названа на його честь |
| Альвізе Фоскарі                   | 1777 — 1780 роки             |                                                                   |
| Андреа Марія Керіні               | Вересень 1795 — червень 1797 | Останній «провведітор генеральний» Далмації                       |